# 方程豹
方程豹（fangchengbao，ファンチェンバオ）は、比亚迪(BYD)が所有し、深圳方程豹汽車販売有限公司 (shenzhen fangchengbao fanmaiyouxian gongsi)が販売する中国の高級電気自動車ブランドである。方程豹は2023年6月に中国国内に導入され、主にオフロードやピックアップトラックなどのSUVの中でパフォーマンスを重視した自動車を生産している。中国国外にはDenzaブランドとして輸出される予定である。

## 車種一覧
現行車種
- 豹5